# Okklusion (Chemie)
Als Okklusion wird der Einschluss von Fremdstoffen in den bei einer Fällung auftretenden Niederschlag bezeichnet. Der Fremdstoff kann dabei als feste Lösung oder Mischkristall in entstehende Kristallite eingebaut werden, an der Oberfläche feinster Kristallite adsorbieren oder in amorphen Niederschlägen (Flockung) mitgerissen werden. Unerwünscht ist die Okklusion bei der Fällungsanalyse (Gravimetrie), da durch sie lösliche Stoffe zusammen mit dem erwünschten Niederschlag abgeschieden werden.
Auch bei Fällungsreaktionen in Abwasservorbehandlungsanlagen erfolgt die Entfernung von Schadstoffen zum Teil im Rahmen von Okklusionsvorgängen.